# 寒兰
寒兰（学名：Cymbidium kanran），为兰科兰属下的一个植物种。

## 栖息地
由于是石生植物，它生长在岩石地区，特别是因侵蚀而形成的岩石沟槽中。 它喜欢寒冷的气候和任何无人居住的地方，喜欢海拔 700 至 1800 米的地方。